# جوهار

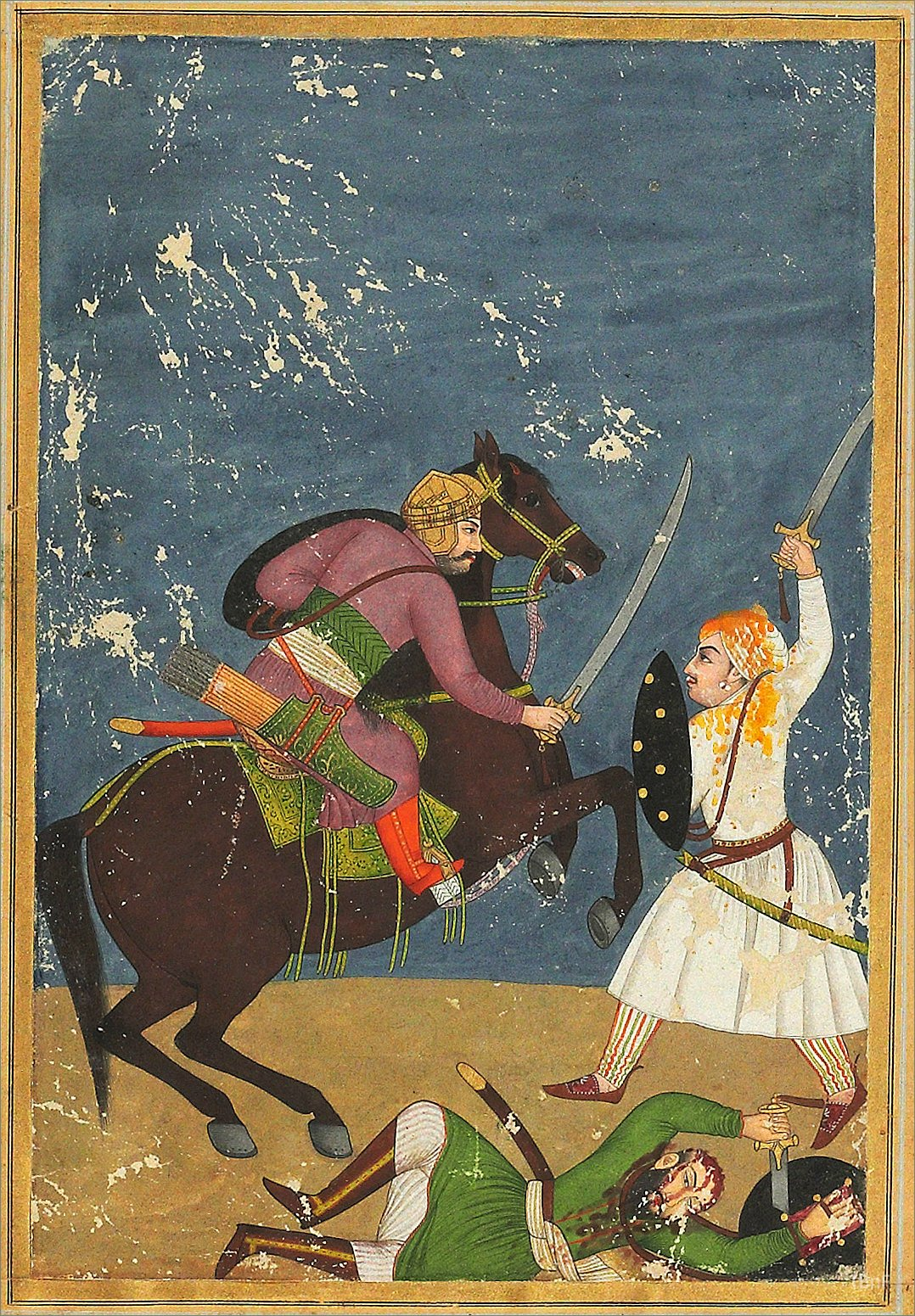
محارب راجبوتي يفعل الساكا

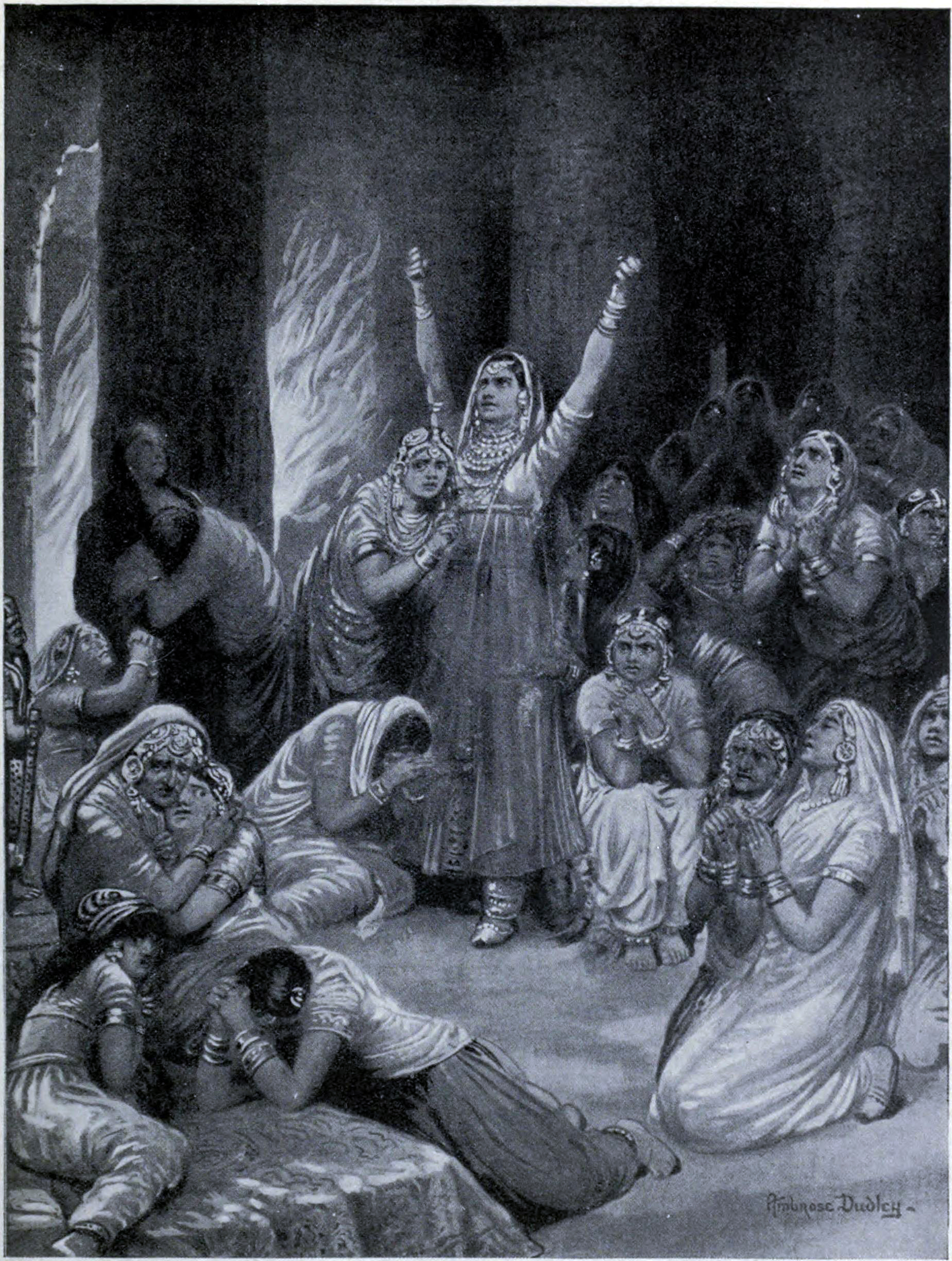
حفل راجبوت الجوهار 1567، كما وصفه أمبروز دادلي.

جوهار، هو العرف الهندوسي للانتحار عند النساء الملكيات في أجزاء من شبه القارة الهندية، لتجنب الاستيلاء والاستعباد والاغتصاب من قبل أي غزاة أجانب، عندما يواجهون هزيمة معينة في الحرب. بعض التقارير ذكرت النساء اللواتي انتحرن مع أطفالهن. وقد لوحظت هذه الممارسة تاريخيا في المناطق الشمالية الغربية من الهند، مع معظم عمليات الانتحار الشهيرة في التاريخ المسجلة التي تحدث أثناء الحروب بين الممالك الهندوسية «راجبوت» في راجستان والجيوش الإسلامية. ترتبط جوهار بـ «ستي»، وأحيانًا ما يشار إليها في الأدب العلمي باسم جوهار ستي.
انتحر نساء راجبوت مع أطفالهن وأشياءهم الثمينة في حريق هائل لتجنب الاعتداء والإيذاء في مواجهة الهزيمة العسكرية والاستيلاء العسكري الذي لا مفر منه. في وقت واحد أو بعد ذلك، كان الرجال يزحفون إلى ساحة المعركة وهم يتوقعون موتًا مؤكداً ، وهو ما يسمى في التقليد الإقليمي ساكا.
تم توثيق عملية الانتحار «جوهار» من قبل الممالك الهندوسية بواسطة المؤرخين الإسلاميين في سلطنة دلهي، وسلطنة مغول الهند. من بين الأمثلة الجديرة بالذكر لجوهار كان الانتحار الجماهيري الذي ارتكب في عام 1303 ميلاديًا من قبل نساء حصن تشيتورجاره في راجستان، حيث واجه جيش الدولة الخلجية في سلطنة دلهي. لوحظت ظاهرة الجوهار أيضا في أجزاء أخرى من الهند، كما هو الحال في مملكة كامبيلي في شمال كارناتاكا عندما سقطت في 1327 إلى جيوش سلطنة دلهي.

## التأصيل
كلمة جوهار مرتبطة بالمواد القابلة للاحتراق لحرق الناس على قيد الحياة.

## الممارسة
ترتبط ظاهرة جوهار ارتباطًا ثقافيًا بـ«ستي» مع كل شكل من أشكال الانتحار الذي تمارسه النساء، على الرغم من أنها تحدث لأسباب مختلفة. ستي هي عرفا عن أرملة تقوم بالانتحار بالنيل من محرقة جنازة زوجها، في حين أن جوهار هي  الانتحار من قبل النساء للهروب من الإساءات والاغتصاب والعبودية، عندما توقعن هزيمة معينة على يد العدو.
العلماء يختلفون حول جذور هذا العرف. تذكر فينا أولدنبورغ أن جذور هذه الممارسة «شبه مؤكدة» تكمن في حرب راجبوت الداخلية. ويقول كاوشيك روي، على النقيض من ذلك، أن عادات الجوهر كانت ملاحظتها فقط خلال الحروب بين الهندوس والمسلمين، ولكن ليس خلال الحروب الهندوسية الداخلية بين راجبوت.
تم الإبلاغ عن ظاهرة جوهار من قبل الهندوس والمسلمين بشكل مختلف. في التقاليد الهندوسية، كانت الظاهرة تصرفًا بطوليًا من قبل مجتمع يواجه بعض الهزيمة والإساءة من قبل العدو. بالنسبة لبعض المؤرخين المسلمين، كانت غير مرغوبة باعتبارها اهدار للحياة. لكن أمير خسرو وصفه بأنه «بلا شك هي ظاهرة ساحرة وخرافية؛ ومع ذلك فهي ظاهرة بطولية».

## حادثة
من بين حالات الانتحار التي ذكرت هي الأحداث الثلاثة في حصن تشيتوغاره، في راجستان، في 1303، 1535، و 1568م. شهدت جايسالمر «المدينة الذهبية» حدثين لظاهرة جوهار، واحدة في عام 1295 م في عهد الدولة الخلجية، وأخرى في عهد الدولة التغلقية في عام 1326. واعتبرت جوهار وساكا أعمال بطولية وتُمجّد ممارساتها في القصص المحلية والفولكلور الراجستاني.

### جوهار بين المغول
لم تقتصر ممارسات مثل جوهار على الراجبوتيون فقط، بل تم تسجيل الحكام المسلمين لقتل نساءهم من أجل منع  إلحاق المزيد من التدهور لشرفهم. يذكر جهانكيرفي مذكراته أن نبيله شاه جهان - وهو هندوسي من راجبوت وقد اعتنق الإسلام - أمر زوجاته بالقيام بجوهار خلال معركة مع عدوه يدعى شير شاه. أثناء الحرب مع مملكة أهوم، أمر ميرزا ناثان بقتل جميع النساء المغول في معسكره إذا مات. وأمرهم لاحقًا بالقيام بجوهار.

### جوهر السند: محمد بن قاسم
في عام 712، هاجم محمد بن قاسم مع جيشه ممالك المناطق الغربية من شبه القارة الهندية. وقد فرض حصارًا على عاصمة ضاهر، ثم الملك الهندوسي في جزء من إقليم السند. بعد مقتل ضاهر، نسقت الملكة الدفاع عن العاصمة لعدة أشهر. ومع نفاد الإمدادات الغذائية، رفضت هي ونساء العاصمة الاستسلام وأشعلوا المحرقة وارتكبوا جوهر. خرج الرجال الباقون حتى موتهم على أيدي الجيش الغازي.

### أول عملية جوهر لشيتور: علاء الدين الخليجي
وفقًا للعديد من العلماء، فإن أول عملية  جوهر «شيتورجاره» قد حدثت خلال حصار 1303 من قلعة شيتو ر.  أصبحت هذه جوهر موضوع قصائد راجستان الأسطورية، مع راني بادميني الشخصية الرئيسية، حيث تلتزم هي وغيرها من نساء راجبوت بجوهر لتجنب القبض عليه من قبل علاء الدين خالجي من سلطنة دلهي.  تستند تاريخية أول عملية جوهر لشيتور إلى المعتقدات التقليدية في ولاية.راجاستان وكذلك الأدب الصوفي الإسلامي مثل بادمافات للملك محمد جياسي.
ومع ذلك، ذكر كاليكا كونجو أنه مثل معظم التاريخ الهندي والمزاعم التاريخية حول الممارسات الاجتماعية الهندوسية، فإن هذا الدليل مازال غير مؤكد. قد تكون بادميني أسطورية، كما يقول كانونغو، وهي ملكة لم تكن موجودة أبدًا ولكن قصة حبها واستعدادها للموت من أجل قيمها ألهمت الكثير.يعتقد تقليد راجبوت أنه كان هناك ثلاثة أكياس من قلعة شيتور مع جوهر، ولاية ليندسي هارلان، وقد تم تذكر ذلك في راجستان مع مهرجان سنوي لجوهر ميلا.